# Хао
Хао (фр. Hao, Bow Island, остров Лука) — атолл в центральной части архипелага Туамоту (Французская Полинезия) примерно в 920 км к востоку от острова Таити.

## География
Хао имеет одну из крупнейших во Французской Полинезии лагуну. На суше, окружающей лагуну, имеется всего лишь один проход, пригодный для лодок и небольших кораблей.

## История
Остров был открыт испанским мореплавателем родом из Португалии Педро Фернандесом Киросом, назвавшим атолл исп. La Conversion de San Pablo. 23 марта 1768 года на Хао побывал французский путешественник Луи Антуан де Бугенвиль, а позднее и английский путешественник Джеймс Кук. В июле 1820 года остров (известный как остров Лука или Bow) посетила первая русская антарктическая экспедиция. На острове были кокосовые рощи и вооруженные пиками островитяне.
Атолл Хао в прошлом был передовой базой тихоокеанских испытаний ядерного оружия Францией. Основные объекты инфраструктуры были построены в 1963—1965 годах: аэродром, пятнадцатикилометровая дорога, жилые дома, резервуары пресной воды и лаборатории. Центр слежения за испытаниями ядерного оружия был демонтирован 1 августа 1998 года.

## Административное деление
Является административным центром коммуны, включающей также округа Аману и Херехеретуэ.
Острова Хао, Ахунуи, Ненгоненго, Мануханги, Параоа, Аману, Рекарека, Тауэре, Херехеретуэ, Ануанураро Ануанурунга и Нукутепипи образуют коммуну Хао, которая входит в состав административного подразделения Туамоту-Гамбье.
| Остров или риф | Площадь суши, км² | Площадь лагуны, км² | Население, чел. (2007) | Административный центр |
| -------------- | ----------------- | ------------------- | ---------------------- | ---------------------- |
| Хао            | 47                | 720                 | 1121                   | Отена                  |
| Ахунуи         | 5,7               | 16                  | —                      | —                      |
| Ненгоненго     | 9                 | 68                  | —                      | —                      |
| Мануханги      | 1                 | 7                   | —                      | —                      |
| Параоа         | 4                 | 14                  | —                      | —                      |
| Аману          | 9,6               | 240                 | 163                    | Икитаке                |
| Рекарека       | 1,6               | 0,7                 | —                      | —                      |
| Тауэре         | 2                 | 60                  | —                      | —                      |
| Херехеретуэ    | 4                 | 23                  | 58                     | Отету                  |
| Ануанураро     | 2,2               | 7,4                 | —                      | —                      |
| Ануанурунга    | 7                 | 2,5                 | —                      | —                      |
| Нукутепипи     | 5,6               | 2,2                 | —                      | —                      |
| Коммуна Хао    | 98,7              | 1160,8              | 1342                   | Отена                  |

## Население
Крупнейшее поселение — деревня Отепа, расположенная на моту в северной части атолла примерно в 3,5 км от островного аэродрома. В настоящее время одним из основных занятий местных жителей стало выращивание и вылов жемчуга.